# Topalang Sariosiyo
El Topalang Sariosiyo (en uzbeko: Topalang Sariosiyo futbol klubi, en ruso: Футбольный клуб «Тупаланг» Сариасия, Futbolnyj Kłub "Tupałang" Sariasia) fue un equipo de fútbol de Uzbekistán que alguna vez jugó en la Liga de fútbol de Uzbekistán, la primera división de fútbol en el país.

## Historia
Fue fundado en el año 2002 en la ciudad de Sariosiyo y en el 2003 debuta en la Segunda Liga de Uzbekistán. En esa temporada gana el grupo 2 y logra el ascenso a la Primera Liga de Uzbekistán.
En solo un año en la segunda división gana el grupo oeste y asciende a la Liga de fútbol de Uzbekistán por primera vez. En su primera temporada en la máxima categoría termina en noveno lugar, manteniéndose en la liga hasta el 2007 luego de que abandonaran la liga por problemas financieros junto al Traktor Tashkent.
El club desaparece oficialmente a inicios del 2008 luego de declararse en quiebra.

## Palmarés
- Segunda Liga de Uzbekistán: 1

2003

## Jugadores

### Jugadores destacados
- Ravshan Borozov
- Ilhom Shomurodov